# Institution administrative indépendante
En droit japonais, une institution administrative indépendante (独立行政法人, Dokuritsu Gyôsei Hôjin) (I.A.I.) est une forme d'établissement public créée par une loi de 1998. S'inscrivant dans une politique globale de réforme de l'administration entamée en 1990 par le gouvernement de Ryūtarō Hashimoto, les I.A.I. visent à améliorer le fonctionnement des services aux usagers en disposant d'une autonomie relativement grande, notamment quant à la gestion de leur budget. Elles sont rattachées chacune à un ministère de tutelle, à l'exception de trois rattachées respectivement au Cabinet et à l'agence de protection des consommateurs. On en comptait 102 en avril 2012.